# Acquedotto di Licodia Eubea
L'acquedotto di Licodia Eubea è una lunga ed articolata galleria scavata nel sottosuolo del centro storico di Licodia Eubea, tra il colle del castello Santapau e quello del Calvario. Secondo una leggenda diffusa nella cittadina, dai sotterranei del castello si poteva accedere alla galleria dell'acquedotto per mezzo di un passaggio segreto.

## La leggenda
La leggenda racconta un episodio avvenuto durante uno dei tanti assedi subiti, quando il signore del Castello invitò a pranzo il comandante dell’esercito assediante e fece servire del pesce fresco così da convincere il nemico che mai si sarebbe arreso per fame perché il castello era dotato di un passaggio segreto che conduceva ben oltre il loro accampamento.

## Studi

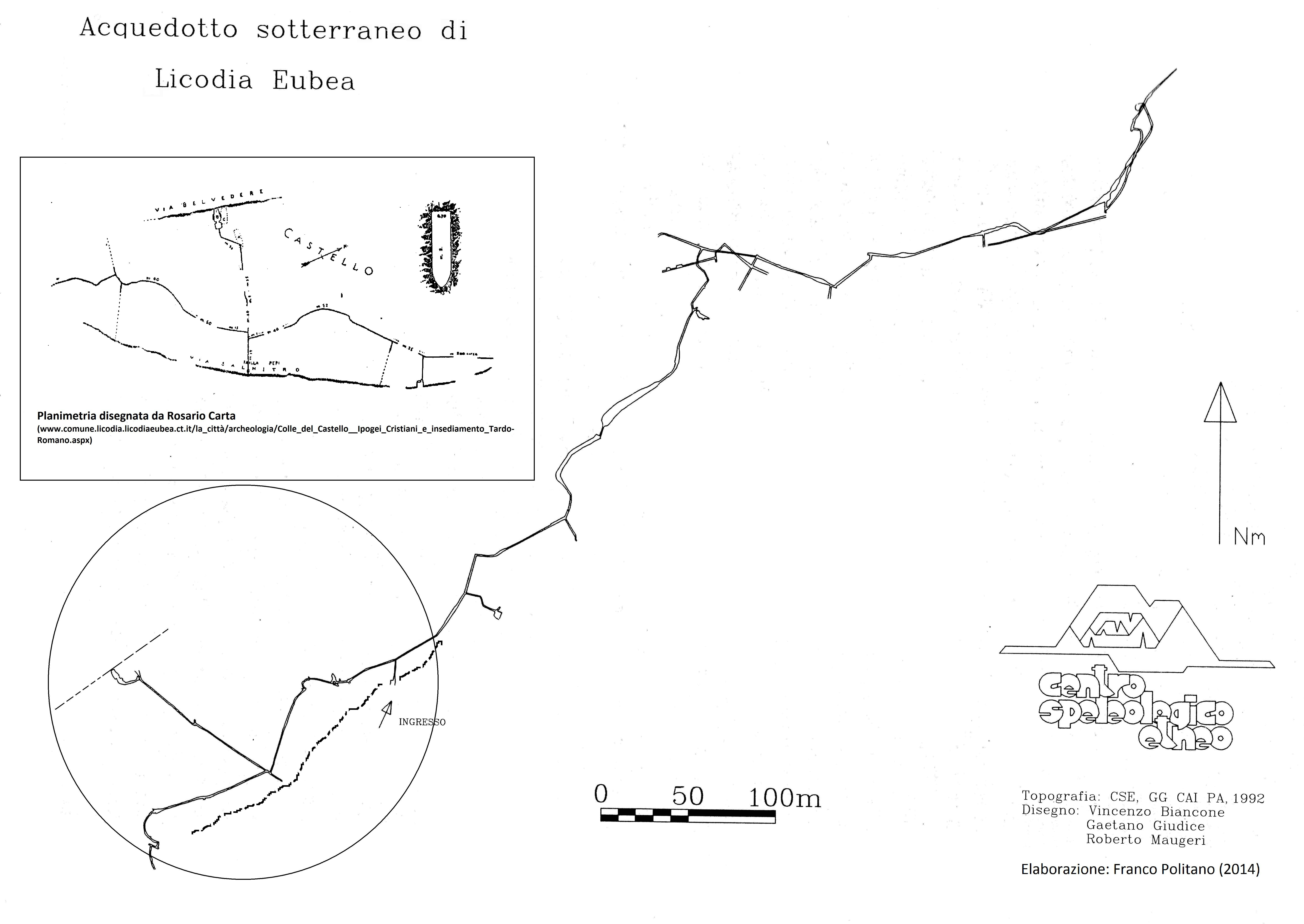
Confronto tra il disegno planimetrico eseguito dagli speleologi (1992) e quello del disegnatore R. Carta (nel riquadro). Nel tondo la sovrapposizione tra le due planimetrie. Elaborazione di F. Politano

Nonostante la galleria sia facilmente accessibile e l'antica leggenda ne faccia cenno, questo antico e misterioso manufatto è stato sempre ignorato e della sua presenza non si ha menzione nelle fonti classiche. Sembra che sia stato il monaco Tommaso Fazello, il primo a menzionare l’esistenza di gallerie sotterranee che dal Castello medievale Santapau si diramavano sotto l’intero paese.
“Specus est in ea subterranea, quae in immensus protenditur“ scrisse nel trattare il resoconto della visita fatta a Licodia Eubea durante il suo incessante andirivieni tra città e contrade siciliane, in cui alternava gli impegni di insegnante e quaresimalista con la ricerca e la scoperta archeologica.
Oltre al Fazello l'esistenza di queste gallerie fa cenno anche Ignazio Paternò Castello, Principe di 
Biscari. Nel testo riporta il racconto del dottor La Ciura, che, avendole visitate, le descrive con qualche esagerazione: “Si è detto che arrivava a Siracusa (...)"
Agli inizi del 1900 l’illustre archeologo Paolo Orsi visitò insieme ai suoi collaboratori l'ipogeo e il suo disegnatore Rosario Carta tracciò la planimetria
della cavità visitata. Nella primavera del 1992 gli speleologi del Centro Speleologico Etneo scoprirono questa galleria e la esplorano, mappandola interamente; i risultati furono pubblicati dal geologo R. Maugeri. Infine nella primavera del 2015 è stato pubblicato nella rivista "Agorà" (un periodico di cultura siciliana) un ampio e dettagliato articolo dedicato a questo ipogeo realizzato da uno speleologo.

## L'esplorazione speleologica
Alla fine del 1991 lo speleologo Franco Politano - socio del Centro Speleologico Etneo (CSE) - apprende dallo scomparso arch. Domenico Brocato (nel 1986 aveva curato il restauro del Castello) dell'esistenza di un ipogeo di vaste dimensioni scavato sotto l'abitato di Licodia Eubea; l'architetto gli chiese di visitarlo per scoprire se davvero esisteva un collegamento con i sotterranei del Castello come racconta la leggenda.
Gli speleologi del Centro Speleologico Etneo accompagnati da un amico licodiese dell’architetto Brocato visitarono l'ipogeo senza riuscire a scoprire un collegamento (il passaggio segreto) con il Castello. Successivamente nella primavera del 1992 fu realizzata una dettagliata planimetria, considerata la vastità dell'ipogeo con gli speleologi catanesi del CSE collaborarono alcuni componenti del "Gruppo Grotte" del CAI di Palermo.
Negli anni successivi l'acquedotto venne visitato sporadicamente dagli speleologi.
Nella primavera del 2015 gli speleologi del CSE rivisitarono con accuratezza la galleria dell'acquedotto (in questa occasione si scoprì un crollo che ne ha dimezzato l'estensione) e scoprirono che in effetti esiste un cunicolo ascendente ostruito da una frana che probabilmente conduceva nei sotterranei del Castello: il passaggio segreto della leggenda.

## Descrizione della cavità

### Accesso all'ipogeo

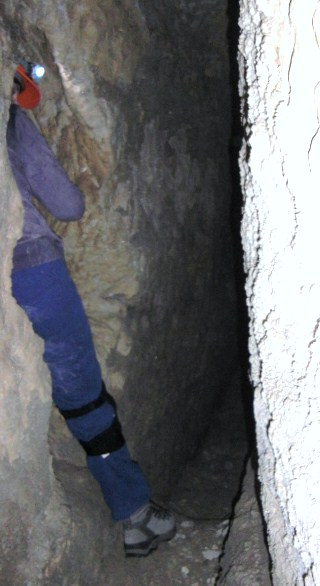
Accesso alla galleria dal corridoio che conduce all'esterno (foto di F. Politano - 2015)

Per accedere all'ipogeo si deve percorrere una stretta galleria (lunga ca. 10m) che inizia dall'interno di un modesto riparo scavato alla base della parete rocciosa. La galleria si innesta ad angolo retto con la galleria dell'acquedotto dopo aver superato un alto gradino. La galleria dell'acquedotto è alta mediamente poco meno di 2 m, e larga ca. 0,80 m. Tutto il percorso è disseminato da cumuli di pietrisco dovuti a frane e/o allo scorrere dell'acqua, in più tratti costringono ad avanzare a gattoni.